# Снагов
Вижте пояснителната страница за други значения на Снагов.
Снагов (на румънски: Snagov) е село и административен център на едноименната община в Окръг Илфов, Румъния. Селото е елитно предградие в северната част на румънската столица, разположено на 40 км северно от Букурещ. По данни от 2002 в селото живеят 1484 жители.

## История
Селото възниква в близост до манастира Снагов, основан в края на 14 век на островче в езерото Снагов, на около 2 км северно от днешното село. Първото писмено сведение за него е в документ от времето на Мирча Стари от 1408 година.
По време на комунистическия режим в страната Снагов често е посещаван от Чаушеску и приближените му като място за почивка. През 2002 година румънското правителство решава да построи в Снагов „Дракула парк“ в стил Дисниленд, но през 2006 проектът е отменен.
Смята се, че Влад Цепеш е погребан в манастира. При археологически разкопки в задната част на църквата, зад един голям каменен блок, е открит обезглавен скелет, чиито кости са обвити в изгнили парцали, които според учените са остатъци от богато облекло. Не е доказано, че те принадлежат на легендарния княз.
През 2011 година Надежда Ганева и синът ѝ Велин Ганев даряват свой имот в селото на Българската православна църква за построяването на българска църква и културно-просветен център за българите в румънската столица. Дарението е направено след като църквата „Свети Илия“ е отнета от българската общност от Румънската православна църква през 2009 г. и след официалното писмо на община Букурещ до Българската православна църква, в което Патриаршията бе уведомена за отказа за отреждане на подходящ терен в Букурещ за построяване на български православен храм и културен център. Светият Синод на БПЦ-Българска патриаршия на свое заседание решава, че поради своята отдалеченост, теренът не е подходящ за построяването на храм и теренът остава на своите собственици.